# Himmelbett-Verfahren
Das Himmelbett-Verfahren bezeichnete im Zweiten Weltkrieg ein Verfahren der geführten Nachtjagd, bei dem Radareinrichtungen am Boden zur Leitung von Nachtjagdflugzeugen eingesetzt wurden. In den ortsfesten Himmelbettstellungen wurden zusätzlich auch Flakscheinwerfer und Flakbatterien zur Unterstützung der Abwehr von Bombereinflügen verwendet. Diese strategische Verteidigungseinrichtung verlor einen Großteil ihrer Wirksamkeit und Bedeutung, als die RAF Mitte 1942 dazu überging, den Bomberstrom auf geringer Breite zu konzentrieren und damit die Himmelbettstellungen, die nur eine geringe Tiefenstaffelung besaßen, zu „überschwemmen“. Hinzu kam ab 1943 der intensive Einsatz von Radarstörmaßnahmen (Düppel), die eine Führung vom Boden stark erschwerten. Durch die Entwicklung von leistungsfähigen Bordradargeräten konnte ein modifiziertes Himmelbettverfahren mit einer Führung über VHF-Funk auch danach noch in geringerem Umfang eingesetzt werden.
Von den Alliierten wurde die Reihe der Himmelbettstellungen nach dem Organisator Generalmajor Josef Kammhuber auch als Kammhuber-Linie bezeichnet. Im Endausbau 1943 erstreckten sich die Stellungen entlang des größten Teils der westlichen Grenze des deutschen Besatzungsgebietes von Dänemark bis nach Südfrankreich und erreichten eine Länge von über 1.000 Kilometern. Der weitere Ausbau wurde gestoppt, als die Auswirkungen der Window-Radarstörmaßnahmen im August 1943 erkennbar waren.

## Geschichte

### Vorgeschichte und Anfänge
Der erste Nachtangriff auf eine deutsche Stadt (Mönchengladbach am 11./12. Mai 1940), führte, trotz der relativ geringen angerichteten Schäden, beim Oberkommando der Luftwaffe dazu, dass der Ausbau der Nachtjagd eine erhöhte Dringlichkeit bekam. Der Planungsstab des Reichsluftfahrtministeriums (RLM) stützte sich bei seiner Planung der hierfür geeigneten Maßnahmen auf einen Bericht des damals 29-jährigen Kommandeurs der Zerstörergruppe I./ZG 1, Hauptmann Wolfgang Falck. Sein Vorschlag basierte auf eigenen Erfahrungen durch Nachtbomberangriffe auf den Liegeplatz seiner Gruppe in Aalborg (Dänemark). Mit einem Spezialisten einer Küstenradar-Einheit arbeitete er ein Konzept aus, das den Grundstein für die Verfahren der Nachtjagd in den folgenden Jahren legte. Es sah im Wesentlichen vor, dass ein Jäger in einem vorgegebenen Raum kreiste, um dann im Einsatzfall von einer Radarstation an die einfliegenden Feindflugzeuge herangeführt zu werden. Um seine Theorie praktisch zu erproben, stellte er mit fünf erfahrenen Piloten eine von ihm so genannte Dämmerungsbereitschaftsrotte auf. Bei einem Angriff der 61. Squadron der Royal Air Force in der Nacht vom 30. April auf den 1. Mai 1940 konnten von drei Piloten abfliegende Bomber abgefangen werden, ohne dass jedoch Abschüsse erzielt wurden. Die prinzipielle Umsetzbarkeit des Konzepts war damit jedoch nachgewiesen.
Nach dem Westfeldzug wurde Falck am 22. Juni 1940 mit der 2. und 3. Staffel der I./ZG 1 nach Düsseldorf beordert, um dort das erste Nachtjagdgeschwader (NJG 1) aufzustellen. Am 17. Juli wurde die 1. Nachtjagddivision aufgestellt und der Gefechtsstand in einem Schloss in der Nähe von Utrecht eingerichtet. Als Divisionskommandeur wurde der 43-jährige Generalmajor Josef Kammhuber ernannt. Dieser war ursprünglich ein Infanterist des Ersten Weltkriegs, der anschließend in der Reichswehr diente, bevor er 1933 zur Luftwaffe kam. Kammhuber war vor seiner Ernennung Kommodore des Kampfgeschwaders 51 (KG 51) gewesen, seine Erfahrung im Generalstab des RLM gab aber wohl den Ausschlag für seine Ernennung.
Bis Juli 1940 waren die technischen Bedingungen für die Nachtjagd immer noch sehr unzulänglich. Die eingesetzten Flugzeuge waren standardmäßige schwarz gestrichene Tagzerstörer Bf 110, die weder spezielle Funkausrüstung noch Flammendämpfer an den Abgasrohren besaßen. Das Fehlen jeglicher Einsatzführung durch Bodenstationen veranlasste Falck dazu, ein Flakscheinwerferregiment aus dem Ruhrgebiet in die Nähe von Münster, entlang der Einflugroute der britischen Bomber zu verlegen. Die I./NJG 1 wurde hinter den Flakscheinwerfergürtel nach Bönninghardt verlegt. Auf das Stichwort „Fasan“ hin, welches nach Erfassung der einfliegenden Bomber durch die Freya-Küstenradarstationen zur Alarmierung der Bf 110 diente, starteten diese und kreisten über einem Funkfeuer, das sich hinter den Scheinwerfern befand. Wenn die sich bewegenden Scheinwerferkegel eine Pyramide bildeten und so das Erfassen eines Bombers anzeigten, war es dem wartenden Jäger freigestellt, nach eigenem Ermessen einen Angriff zu versuchen. Eine Flakabwehr fand hier nicht statt, um eigene Maschinen nicht zu gefährden. Dieses Verfahren wurde als Helle Nachtjagd bezeichnet. Die Annäherung an den Bomber musste schnell geschehen, da das Durchfliegen des Scheinwerfergürtels nur etwa drei Minuten dauerte und der Bomber danach den dunklen, sicheren Bereich erreichte.
Trotz dieser Schwierigkeiten gelang es am 20. und 22. Juli 1940 dem Oberleutnant Werner Streib, zwei Armstrong Whitworth Whitley der 51. und 78. Squadron abzuschießen. Nachdem noch weitere englische Verluste eintraten, umflogen die Bomber einfach diesen isolierten Scheinwerfergürtel. Als Gegenmaßnahme blieb Falck lediglich übrig, einzelne Batterien dorthin zu verlegen, wo jeweils in der vorhergehenden Nacht ein Einflug erfolgte. Der Erfolg war jedoch gering, da es vier Wochen bis zum nächsten Abschuss dauerte.

### Himmelbett-Aufbau

Himmelbett-Nachtjagd-Zonen, Ausbauzustand im Winter 1941/42

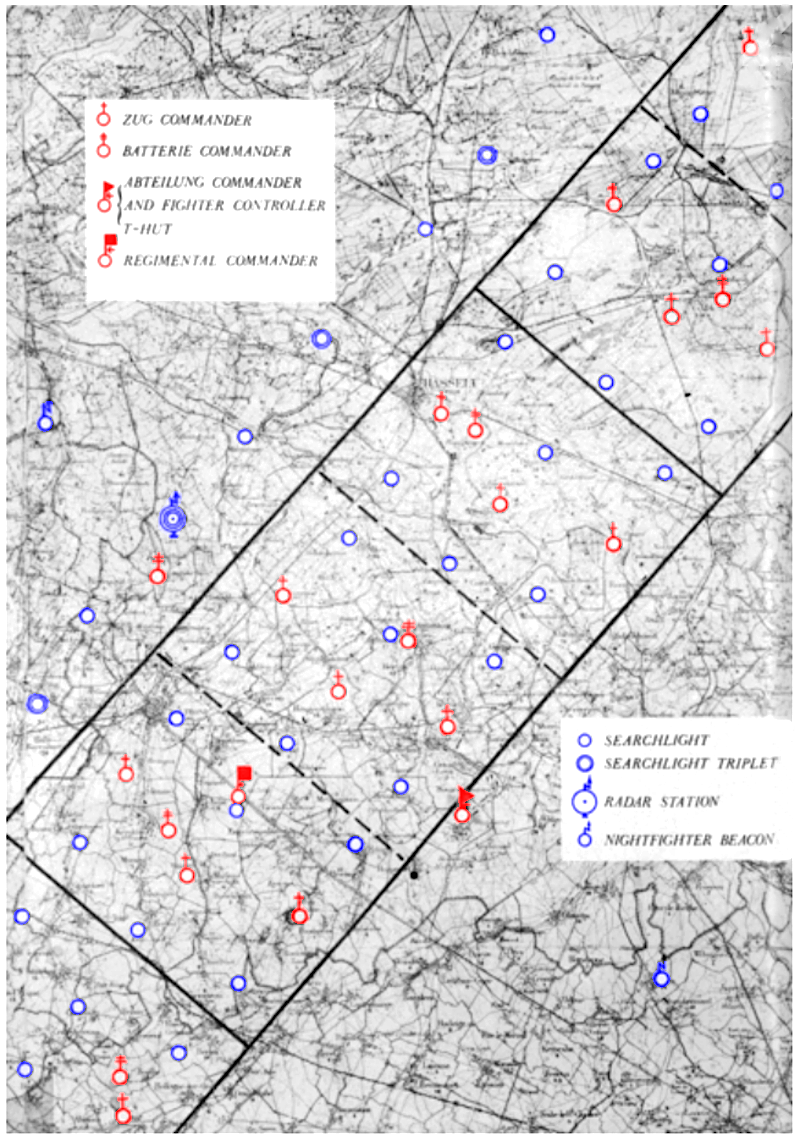
Karte der Himmelbettstellung (Nachtjagdraum) 6B (s. Gesamtkarte darüber) im Bereich Hasselt (Belgien)

Die Führung eines Nachtjagdflugzeugs durch ein Bodenradar war 1940 ein schwierig zu lösendes Problem. Die einzigen elektronischen „Augen“ waren die Küstenradarstationen „Freya“. Mit einer Reichweite von 160 km waren diese zwar als Frühwarneinrichtung zu gebrauchen, eigneten sich aber nicht zur Jägerführung. Dies lag zum einen an der unzureichenden räumlichen Auflösung, aber vor allem an der fehlenden Höhenangabe. Als erste Maßnahme zur Abhilfe wurde am 7. September 1940 eine spezielle Luftnachrichteneinheit in Nunspeet am südlichen IJsselmeer eingerichtet. Mit Hilfe eines dort entwickelten und stationierten Gerätes, das das Freya um eine Einrichtung zur Höhenermittlung erweiterte (Freya-Fahrstuhl), gelang am 16. Oktober 1940 der erste Abschuss der vollständig auf der Grundlage einer Bodenführung erfolgte. Leutnant Ludwig Becker (4./NJG 1) schoss mit seiner Dornier Do 17Z-10 eine Vickers Wellington ab. Kammhuber war nun davon überzeugt, dass eine „Dunkle Nachtjagd“ (DuNaJa, ohne Hilfe von Flakscheinwerfern) möglich ist. Er erweiterte daraufhin die eine Versuchsstellung zu einer Reihe von sich in der Reichweite überlappenden Stationen an der Nordsee-Küste von Dänemark bis zum Kanal.
Bis zum Spätsommer 1941 sorgte die DuNaJa für etwa 50 Abschüsse, während aber die „Helle Nachtjagd“ (HeNaJa) immerhin noch die doppelte Anzahl an Abschüssen erzielte. Im Endausbau waren 16 DuNaJa-Zonen als vorderste Linie der nächtlichen Abwehr eingerichtet. Zwar nahm deren Bedeutung ab etwa Anfang 1942 mit der Verbreitung von Bordradargeräten stark ab, aber das Freya blieb bis zum Kriegsende eine nützliche Ergänzung bei der Reichsverteidigung.
In der hellen Nachtjagd wurden Versuche unternommen, die Flakscheinwerfer mit einem Freya-Gerät zu koppeln (Parasit-Einrichtung). Was jedoch fehlte, war ein wirkliches Präzisionsradar mit einer Reichweite von etwa 60 km. Erste Versuche mit dem Würzburg-A-Gerät (3-Meter-Parabolspiegel) verliefen nicht sehr erfolgreich. Erst mit der Entwicklung des Würzburg-Riesen war die Basis für die gesamte defensive Strategie von Kammhuber gelegt. Die Scheinwerferregimenter wurden in ihre einzelnen Batterien aufgeteilt, diese wurden in einzelne „Boxen“ in etwa 40-km-Abständen positioniert. Jede Box umfasste darüber hinaus drei separate Radargeräte: eine Freya für die Frühwarnung und Gesamtüberwachung und zwei Würzburg-Riesen, wovon eins für die Kursverfolgung der Bomber und das andere zur Führung des Nachtjägers eingesetzt wurde. Alle Positionsmeldungen ergingen an einen Gefechtsstand und wurden auf einem Auswertetisch (dem Vorläufer eines „Seeburg“-Tisches) manuell koordiniert. Ein Leitoffizier führte dann die deutschen Nachtjäger mittels Sprechfunk an die RAF-Bomber heran. Dieses System wurde von der Luftwaffe „Himmelbett“ genannt und war der Kern der von den Alliierten als Kammhuber-Linie bezeichneten Verteidigungskette. Die Anzahl der Boxen vergrößerte sich bis Mitte 1942, als eine ununterbrochene Kette entstand, die sich wie ein „Hundebein“ von Dänemark bis Frankreich erstreckte.

### Verbessertes Himmelbett
Unter Ausnutzung der Fähigkeiten des „Gee-Gerätes“ und der steigenden alliierten Bomberproduktion, plante Harris, die Himmelbett-Stellungen in einem schmalen Einflugbereich zu „überschwemmen“. Die beiden Würzburg-Riesen einer Stellung waren nicht in der Lage, gleichzeitig mehr als einen Nachtjäger an einen Bomber heranzuführen. Das Abfangen eines Bombers dauerte im Durchschnitt etwa zehn Minuten, in denen alle anderen unbehelligt die Box durchfliegen konnten. Beim ersten 1000-Bomber-Angriff am 30. Mai 1942, der auf Köln gerichtet war, schien diese neue Taktik trotz eines Gesamtverlustes von 41 Bombern, von denen 18 Bomber Nachtjägern zum Opfer fielen, aufzugehen. Auf diese Herausforderungen der britischen Bomberstrom-Strategie reagierte Kammhuber mit einer Verstärkung der Himmelbett-Stellungen, indem eine stärkere Tiefenstaffelung vorgesehen wurde. Statt einer Box sollten die Bomber gezwungen werden, eine ganze Abfolge von Boxen zu durchfliegen. Kammhuber forderte außerdem den monatlichen Ausstoß an Würzburg-Riesen von 30 auf 60 zu verdoppeln, bis September 1942 aber bereits 600 Geräte zu liefern. Die vier Nachtjagdgeschwader sollten ebenfalls auf acht verdoppelt werden. Das OKL hielt dagegen den geplanten langsamen Ausbau für ausreichend, nicht zuletzt, da sich der Einsatz von Bordradar (Lichtenstein B/C) allmählich auszuzahlen schien.
Das Himmelbett-Verfahren wurde als Maßnahme gegen die auf einem schmalen Abschnitt konzentrierten Einflüge verbessert und erweitert. So konnten im Einsatz die Aktivitäten von drei benachbarten Boxen zusammengefasst werden. Jede Box überlappte ihren Nachbarn um 25 %. So war es möglich, drei Jäger gleichzeitig in einem Bereich, der einer halben Standardbox entsprach, gleichzeitig zu führen. Dies aber nur auf Kosten der beiden benachbarten Boxen, die dann zu jeweils 75 % nicht abgedeckt werden konnten. Bei einigen Angriffen des Bomber Command im Sommer 1942 erwiesen sich diese Notmaßnahmen als durchaus effektiv. Auch die zunehmende Erfahrung der Besatzungen mit den Lichtenstein-Bordradargeräten trug zu einer wachsenden Zahl von Abschüssen bei. So führte die Hälfte aller Radaranflüge zu einem Abschuss. Auch die Erweiterung der „Freya“-Küstenfrühwarnstationen durch die Errichtung von „Wassermann“- und „Mammut“-Stationen, die gegnerische Bomber bereits über England erfassen konnten, verbesserten die Wirksamkeit der Himmelbettstellungen.
Durch den massenhaften Abwurf von 40 Tonnen Window-Streifen beim Angriff auf Hamburg am 24./25. Juli 1943 trat durch den Ausfall der Radarführung eine vollständige „Blendung“ des Himmelbett-Systems ein. Von Hajo Herrmann eigentlich nur zur Ergänzung des Himmelbett-Systems vorgeschlagen, bot das vollständig ohne Radarführung auskommende System der „Wilde-Sau“-Nachtjagd einen Ausweg aus der Misere. Parallel dazu schlug Oberst Viktor von Lossberg vor, dass auch zweimotorige Nachtjäger an einer modifizierten Form der Wilden Sau beteiligt werden könnten. Dazu sollten diese mittels des Y-Verfahrens der Luftwaffe zuerst in das Gebiet der stärksten Window-Störungen dirigiert werden, unter der Annahme, dass damit auch ohne exakte Positionskenntnis der feindlichen Bomber doch deren ungefähre Flugroute erkennbar ist. Dort angekommen, sollten die Jäger bei diesem als „Zahme Sau“ bezeichneten Verfahren versuchen, auf freie Sicht und mit Hilfe des Bordradars die Bomber zu lokalisieren. Der Erfolg dieser Maßnahmen zeigte sich im August 1943, als mit Wilde und Zahme Sau zusammen 202, und mit dem Himmelbett-Verfahren lediglich 48 Abschüsse erzielt wurden.
Als Gegenmaßnahme begann das Bomber Command damit, von den bisher kompakten Bomberströmen kleinere Formationen – meistens aus Mosquito-Schnellbombern bestehend – zur Täuschung des Y-Systems abzuspalten. Deutsche Versuche, die Radarausrüstung an die neuen Gegebenheiten anzupassen, führten zu keinen großen Erfolgen. Weder Würzlaus noch Nürnberg waren erfolgreich. Das verbesserte Lichtenstein-Bordradar SN-2 war in Entwicklung und wurde erst ab Ende 1943 in Großserie gefertigt. Kammhuber wurde entmachtet, indem er als Kommandeur des XII. Fliegerkorps durch Generalmajor Josef „Beppo“ Schmidt ersetzt wurde, blieb danach noch formal für ein paar Wochen General der Nachtjagd, bevor er als Kommandeur der Luftflotte 5 nach Skandinavien versetzt wurde.
1944 ging man beim Einsatz des Himmelbett-Verfahrens wieder zurück auf eine stark vereinfachte Ausführung, die nun als Gebietsnachtjagd bezeichnet wurde. Hierbei kreisten die Jagdflugzeuge in den bekannten Einflugrouten der RAF, wobei sie durch VHF-Funknachrichten geführt wurden. Das Wilde-Sau-Verfahren wurde dagegen als Objektnachtjagd bezeichnet.
Zum speziellen Schutz von größeren Städten wurden Kombinierte Nachtjagdräume eingerichtet. Diese bestanden üblicherweise aus drei Himmelbettstellungen mit kombinierten Hell- und Dunkelnachtjagdzonen. Einfliegende Bomber wurden mit Scheinwerfern angestrahlt und zuerst mittels Nachtjägern bekämpft, danach erhielt die Flak genaue Zieldaten und konnte präzises Sperrfeuer schießen.

## Ablauf eines Himmelbetteinsatzes
Die Verantwortung für alle Operationen bei einem Himmelbetteinsatz lag in den Händen des Jägerleitoffiziers (JLO) eines Luftnachrichtenregiments, der das eine einsetzbare Flugzeug in einem Himmelbett-Nachtjagdraum führte. Bereits 1941 konnten die am weitesten westlich stationierten Freya-Stationen die RAF-Flugzeuge orten, wenn sie sich noch in britischem Luftraum befanden. Wurden einfliegende Flugzeuge erfasst, ging die Meldung an eine Nachtjagdeinheit in der voraussichtlichen Einflugroute. Das gestartete Nachtjagdflugzeug versuchte, so schnell wie möglich seine Einsatzflughöhe zu erreichen, und kurz nach dem Start stellten Flugzeugbesatzung und Leitoffizier den Funkkontakt her. Gleichzeitig erhielt der für die Jägerführung zuständige Offizier des Würzburg-Radars die Anweisung, das eigene Flugzeug zu erfassen und seine Position an den Gefechtsstand des Nachtjagdraumführers zu melden. Mittels einer optischen Einrichtung konnte die Jägerposition für den Leitoffizier auf der Glasplatte eines sogenannten Seeburgtisches als grüner Lichtpunkt sichtbar gemacht werden. Sobald nun das Freya-Radar meldete, dass das gegnerische Flugzeug bald in den Erfassungsbereich des Würzburg-Radars kommen würde, erhielt der Jagdpilot die Kursangabe, um vor das abzufangende Flugzeug zu gelangen. Bei diesem Manöver war es sehr wichtig, dass der Jagdpilot nicht den Erfassungsbereich des Würzburg-Radars verließ, da er ansonsten für den Leitoffizier nicht mehr sichtbar gewesen wäre.
Auf Grundlage der Freya-Daten wurde nun das zweite Würzburg-Radar über den Kurs des Bombers informiert. Sobald dieser in die Reichweite dieses Radars kam, begannen die Messungen und es erschien ein roter Lichtpunkt auf dem Seeburgtisch. Der Jägerleitoffizier übermittelte mit diesen Informationen Kurs, Geschwindigkeit und Höhe des abzufangenden Flugzeugs an den Jäger und gab diesem Anweisungen zur eigenen Kurskorrektur, um einen Sichtkontakt mit dem Bomber herzustellen. Beim direkten Überfliegen der Radaranlagen konnten jedoch keine Messungen erfolgen. Solange die Nachtjäger noch nicht mit Bordradar ausgerüstet waren, beruhte der Abfangerfolg vor allem auf der Erfahrung des JLO. Erst mit Einführung des Lichtenstein-Bordradars, vor allem in der Ausführung SN-2, konnte eine hohe Abfangsicherheit erreicht werden.